# Melitaea microsyriaca
Melitaea microsyriaca är en fjärilsart som beskrevs av Ruggero Verity 1950. Melitaea microsyriaca ingår i släktet Melitaea och familjen praktfjärilar. Inga underarter finns listade i Catalogue of Life.